# В клешнях чёрного рака
«В клешнях чёрного рака» (латыш. Melnā vēža spīlēs) — приключенческий художественный фильм, снятый на Рижской киностудии в 1975 году.

## Сюжет
Латвия конца XVII века. На господство и власть в стране претендуют герцог Курляндский, польский король и немецкие бароны. В этой политической неразберихе возможны самые неожиданные приключения. Больше всех от этих притязаний и распрей страдают крестьяне. О том, как псарь Янис, его невеста Мара и друг — кузнец Мартиньш на правах польских послов стали высокими гостями герцога, а сами посланники были отправлены в тюрьму как холопы…

## В ролях
- Лилита Озолиня — Мара (дублировала Елена Ставрогина)
- Улдис Думпис — Янис (дублировал Гелий Сысоев)
- Улдис Ваздикс — Мартиньш (дублировал Павел Кашлаков)
- Гунар Цилинский — герцог (дублировал Игорь Дмитриев)
- Байба Индриксоне — герцогиня (дублировала Галина Стеценко)
- Эльза Радзиня — мать Мары
- Эдуард Павулс — Хаген (дублировал Игорь Ефимов)
- Вайронис Яканс — барон Хексенберг (дублировал Александр Демьяненко)
- Валентинс Скулме — Священник (дублировал Борис Аракелов)
- Эвалдс Валтерс — управляющий
- Эдгар Сукурс
- Янис Грантиньш
- Эгонс Бесерис
- Айварс Силиньш — Карлис

Фильм дублирован на киностудии «Ленфильм»
- Режиссёр дубляжа — Иосиф Гиндин
- Звукооператор — Анна Волохова

## Съёмочная группа
- Авторы сценария: Александр Лейманис, Янис Анераудс
- Режиссёр-постановщик: Александр Лейманис
- Оператор-постановщик: Мартиньш Клейнс
- Композитор: Раймонд Паулс
- Художник-постановщик: Дайлис Рожлапа
- Звукооператор: Игорь Яковлев
- Редактор: А. Ванага
- Директор: Марк Цирельсон
- Вокал: Нора Бумбиере и Виктор Лапченок.